# Paul Tisdale
Paul (Robert) Tisdale, född 14 januari 1973, var en fotbollsspelare som sedan 2006 är manager för Exeter City FC. Han var tidigare professionell fotbollsspelare och spelade för bland andra Southampton FC, Bristol City FC, Finnairin Palloilijat (FinnPa), Panionios FC och Yeovil Town FC. 
Tisdale tvingades avsluta sin spelarkarriär redan som 27-åring och inledde år 2000 en karriär som manager/tränare i Team Bath FC, ett fotbollslag kopplat till Universitetet i Bath. Efter att Tisdale fört Team Bath till tre uppflyttningar på fyra säsonger erbjöds han i juni 2006 jobbet som manager i Exeter City FC. I Exeter fortsatte framgångarna och han förde klubben till två uppflyttningar under sina tre första säsonger där. Han är därmed statistiskt sett den mest framgångsrika manager Exeter haft i sin historia. Säsongen 2008/09 utsågs Tisdale till League Two Manager of the Year.
Paul Tisdale är 2014 den manager i Engelska ligans fyra toppdivisioner som näst efter Arsène Wenger har den längsta tjänstgöringstiden i sin klubb. Den 26 juni 2014 hade han verkat som manager i Exeter City FC i 8 år.